# Senenský mokřad
Senianský mokřad je geomorfologický podcelek Východoslovenské roviny.

## Vymezení
Podcelek zabírá rovinaté území v severovýchodní části Východoslovenské roviny, v širším okolí Senianských rybníků. Na severu krátkým úsekem sousedí s Zálužickou pahorkatinou, patřící do Východoslovenské pahorkatiny, zbylé podcelky v okolí patří do Východoslovenské roviny: západním směrem sousedí Iňačovská tabule a Laborecká rovina, jihovýchodním směrem navazují Kapušianské pláňavy. Na severu sousedí Sobranecká rovina a Závadská tabule. 

## Chráněná území
V centrální části podcelku se nacházejí Senianské rybníky, které jsou národní přírodní rezervací. Jde o významnou ornitologickou lokalitu v rámci celé střední Evropy a svým vědeckým a ochranářským významem nabyla mezinárodní charakter.

## Osídlení
Rovinaté, ale na značné části močálovité území patří mezi řídce osídlené oblasti, kde se nachází jen několik menších obcí. Leží zejména v severní části a jsou propojeny silnicemi III. třídy. 

## Doprava
Jižní částí území vede silnice II / 555, spojující Michalovce a Velké Kapušany.